# Tournoi pré-olympique de la CONMEBOL 1968
Navigation
Tokyo 1964 Munich 1972
Le tournoi pré-olympique de la CONMEBOL 1968 a eu pour but de désigner les 2 nations qualifiées au sein de la zone Amérique du Sud pour participer au tournoi final de football, disputé lors des Jeux olympiques de Mexico en 1968.
Le tournoi pré-olympique sud-américain s'est déroulé du 19 mars au 9 avril 1968 dans quatre villes de Colombie : Medellín, Barranquilla, Bogota et Cali. Les huit nations participantes ont été versées dans deux poules de quatre équipes. Les deux équipes les mieux classées de chacun des deux groupes se sont retrouvées pour le tournoi final au sein d'un groupe unique dont les deux premiers étaient placés pour le tournoi olympique au terme d'une compétition à match unique entre chacun des adversaires. À l'issue de ces éliminatoires, le Brésil et la Colombie se sont qualifiés.

## Pays qualifiés
| Dates                      | Lieu     | Places | Qualifiés       |
| -------------------------- | -------- | ------ | --------------- |
| du 19 mars au 9 avril 1968 | Colombie | 2      | Brésil Colombie |

## Format des qualifications
Dans les phases de qualification en groupe disputées selon le système de championnat, en cas d’égalité de points de plusieurs équipes à l'issue de la dernière journée, les critères suivants sont appliqués dans l'ordre indiqué pour établir leur classement :

- Meilleure différence de buts,
- Plus grand nombre de buts marqués.

## Villes et stades
Le tournoi pré-olympique sud-américain s'est déroulé du 19 mars au 9 avril 1968 dans quatre villes de Colombie : Medellín, Barranquilla, Bogota et Cali.
| \| Bogota Cali Barranquilla Medellín \| |
| Bogota Cali Barranquilla Medellín       |

| Bogota Cali Barranquilla Medellín |

## Tournoi qualificatif
À l'issue de ces éliminatoires, le Brésil et la Colombie se sont qualifiés.

### Premier tour

#### Groupe 1
Les rencontres ont été disputées à Medellín et Barranquilla en Colombie du 19 au 27 mars 1968.
| Rang | Équipe    | Pts | J | G | N | P | Bp | Bc | Diff |  | Résultats (▼ dom., ► ext.) |  |     |     |     |
| ---- | --------- | --- | - | - | - | - | -- | -- | ---- |  | -------------------------- |  | --- | --- | --- |
| 1    | Paraguay  | 5   | 3 | 2 | 1 | 0 | 4  | 0  | +4   |  | Paraguay                   |  | 0-0 | 1-0 | 3-0 |
| 2    | Brésil    | 4   | 3 | 1 | 2 | 0 | 3  | 0  | +3   |  | Brésil                     |  |     | 0-0 | 3-0 |
| 3    | Chili     | 3   | 3 | 1 | 1 | 1 | 1  | 1  | 0    |  | Chili                      |  |     |     | 1-0 |
| 4    | Venezuela | 0   | 3 | 0 | 0 | 3 | 0  | 7  | -7   |  | Venezuela                  |  |     |     |     |

#### Détail des rencontres
| 1ère journée | Brésil | 0 - 0   | Paraguay | Estadio Atanasio Girardot Medellín, Colombie       |                                                    |
| 19 mars 1968 | | (0 - 0) | | Spectateurs : 16 205 Arbitrage : Pablo Víctor Vaga | Spectateurs : 16 205 Arbitrage : Pablo Víctor Vaga |
| 19 mars 1968 | Rapport |         | | Spectateurs : 16 205 Arbitrage : Pablo Víctor Vaga | Spectateurs : 16 205 Arbitrage : Pablo Víctor Vaga |
| 19 mars 1968 | Getúlio (en) - Miguel (en), Almeida (en), Sá ( Moreno (en)), Guassi ( Dionísio) - Dutra, Manoel Maria (en) - China (en), Ferretti (en), Tião (en), Toninho (en) | Équipes | Jiménez (en) - Molina, Toñánez (en), Sandoval, Méndez - Ramos ( González), Sosa - Martínez, Solano, Azcurra, Veloso | Spectateurs : 16 205 Arbitrage : Pablo Víctor Vaga | Spectateurs : 16 205 Arbitrage : Pablo Víctor Vaga |

| 19 mars 1968 | Chili        | 1 - 0 | Venezuela | Estadio Municipal Barranquilla, Colombie     |                                              |
| | Marchant 40e | (1 - 0) |           | Spectateurs : 2 200 Arbitrage : Erwin Hieger | Spectateurs : 2 200 Arbitrage : Erwin Hieger |
| Petinelli ( Caviedes ) - Rojas, Lara, Saéz, Moncada - Lillo, Lizana - Barrios ( Garrido), Peralta, Marchant, Palma ( Díaz) | Équipes      | E. García - Torres, Useche, Alfonso, Carrera - Salas, Marín - Salcedo ( Marcano), I. García ( Ortiz), M. García, Faz |           | Spectateurs : 2 200 Arbitrage : Erwin Hieger | Spectateurs : 2 200 Arbitrage : Erwin Hieger |

| 2ème journée | Paraguay | 1 - 0   | Chili | Estadio Atanasio Girardot Medellín, Colombie            |                                                         |
| 22 mars 1968 | Martínez 44e | (1 - 0) | | Spectateurs : 6 164 Arbitrage : Eduardo Rendón Villacís | Spectateurs : 6 164 Arbitrage : Eduardo Rendón Villacís |
| 22 mars 1968 | Jiménez (en) - Molina, Toñánez (en), Mendoza, Méndez - Sosa, Martínez - Escobar, Solano, Azcurra, Sandoval ( 87e López) | Équipes | Petinelli - Rojas, Saéz, Moncada, Lara - Lillo, Cancino ( 58e Díaz) - Lizana ( 58e Ibarraga), Peralta, Marchant, Palma | Spectateurs : 6 164 Arbitrage : Eduardo Rendón Villacís | Spectateurs : 6 164 Arbitrage : Eduardo Rendón Villacís |

| 22 mars 1968 | Brésil                                   | 3 - 0                                                                                           | Venezuela | Estadio Municipal Barranquilla, Colombie |                                 |
| | Dionísio 39e 75e · Manoel Maria (en) 65e | (1 - 0)                                                                                         |           | Arbitrage : Guillermo Velasquez          | Arbitrage : Guillermo Velasquez |
| Getúlio (en) - Miguel (en), Almeida (en), Dutra, Jorge (en), Sá, Tião (en), Manoel Maria (en), China (en) ( Ferretti (en)), Dionísio, Toninho (en) ( Luiz Henrique (en)) | Équipes                                  | E. García - Carrera, Alfonso, Acosta, Torres - Salas, Useche - Salcedo, I. Garcia, Faz, Ustáriz |           | Arbitrage : Guillermo Velasquez          | Arbitrage : Guillermo Velasquez |

| 3ème journée | Brésil | 0 - 0   | Chili | Estadio Atanasio Girardot Medellín, Colombie |                                              |
| 27 mars 1968 | | (0 - 0) | | Spectateurs : 5 131 Arbitrage : Erwin Hieger | Spectateurs : 5 131 Arbitrage : Erwin Hieger |
| 27 mars 1968 | Getúlio (en) ( 73e Raul Marcel (pl)) - Miguel (en), Almeida (en), Sá, Jorge (en) - Dutra, Plínio (en) - China (en), Dionísio, Tião (en), Toninho (en) | Équipes | Petinelli - Rojas, Mondaca, Lara, Cancino - Lillo, Valdivia ( Marchant) - Lizana, Peralta, Palma, Escarrio | Spectateurs : 5 131 Arbitrage : Erwin Hieger | Spectateurs : 5 131 Arbitrage : Erwin Hieger |

| 27 mars 1968 | Paraguay                    | 3 - 0                                                                                             | Venezuela | Estadio Municipal Barranquilla, Colombie |                               |
| | Sosa 32e 75e · Sandoval 63e | (1 - 0)                                                                                           |           | Arbitrage : Pablo Víctor Vaga            | Arbitrage : Pablo Víctor Vaga |
| Carmona ( Jiménez (en) ) - Molina, Toñánez (en), Mendoza, Méndez - Escobar, Martínez - Sosa, Solano, Azcurra, Sandoval | Équipes                     | E. García - Torres, Acosta, Alfredo, Useche - Marcano, Salas - I. García, M. García, Faz, Carmona |           | Arbitrage : Pablo Víctor Vaga            | Arbitrage : Pablo Víctor Vaga |

#### Groupe 2
Les rencontres ont été disputées à Bogota et Cali en Colombie du 19 au 27 mars 1968.
| Rang | Équipe   | Pts | J | G | N | P | Bp | Bc | Diff |  | Résultats (▼ dom., ► ext.) |  |     |     |     |
| ---- | -------- | --- | - | - | - | - | -- | -- | ---- |  | -------------------------- |  | --- | --- | --- |
| 1    | Colombie | 5   | 3 | 2 | 1 | 0 | 4  | 2  | +2   |  | Colombie                   |  | 1-1 | 2-1 | 1-0 |
| 2    | Uruguay  | 4   | 3 | 1 | 2 | 0 | 3  | 1  | +2   |  | Uruguay                    |  |     | 0-0 | 2-0 |
| 3    | Pérou    | 2   | 3 | 0 | 2 | 1 | 2  | 3  | -1   |  | Pérou                      |  |     |     | 1-1 |
| 4    | Équateur | 1   | 3 | 0 | 1 | 2 | 1  | 4  | -3   |  | Équateur                   |  |     |     |     |

#### Détail des rencontres
| 1ère journée | Colombie | 1 - 0   | Équateur | Estadio Nemesio Camacho "El Campín" Bogota, Colombie     |                                                          |
| 19 mars 1968 | Santa (en) 49e | (0 - 0) | | Spectateurs : 35 000 Arbitrage : Ayrton Vieira de Moraes | Spectateurs : 35 000 Arbitrage : Ayrton Vieira de Moraes |
| 19 mars 1968 | Rapport |         | | Spectateurs : 35 000 Arbitrage : Ayrton Vieira de Moraes | Spectateurs : 35 000 Arbitrage : Ayrton Vieira de Moraes |
| 19 mars 1968 | Quintana (en) - Alonso (en), Soto (en), Urrea, Viáfara (en) - Retat (es), Pardo (en) - Velásquez, Pacheco ( 2mte Mosquera (en)), Mesa ( 2mte Jaramillo (en)), Santa (en) | Équipes | Veloz ( Campos ) - Saeteros, Muñoz (es), M. Pérez, Echenique - Aguirre ( Ballesteros), Cajape, Domínguez - J. Pérez, Peñaherrera, Constante | Spectateurs : 35 000 Arbitrage : Ayrton Vieira de Moraes | Spectateurs : 35 000 Arbitrage : Ayrton Vieira de Moraes |

| 19 mars 1968 | Uruguay | 0 - 0 | Pérou | Estadio Olímpico Pascual Guerrero Cali, Colombie                                                                                 | |
| |         | (0 - 0)                                                                                                   |       | Spectateurs : 10 045 · Diffuseur : Sent off: Prestes (Uruguay) and Francisco Fernández (Peru) 28e · Arbitrage : Antonio Vicuña · | Spectateurs : 10 045 · Diffuseur : Sent off: Prestes (Uruguay) and Francisco Fernández (Peru) 28e · Arbitrage : Antonio Vicuña · |
| Dalmás - Ruiz, Sesser, Felarte ( Echevarría), Lancieri - Martirena, Prestes 28e - Santos, Brandon (de) ( Losada), Amoroso, Eugui (en) | Équipes | Robles - Limo, Cornejo, Ayo, Heredia - Escate, Mitten - Fernández, Rivero ( Navarro), Alva (en), Gonzales |       | Spectateurs : 10 045 · Diffuseur : Sent off: Prestes (Uruguay) and Francisco Fernández (Peru) 28e · Arbitrage : Antonio Vicuña · | Spectateurs : 10 045 · Diffuseur : Sent off: Prestes (Uruguay) and Francisco Fernández (Peru) 28e · Arbitrage : Antonio Vicuña · |

| 2ème journée | Colombie | 2 - 1   | Pérou | Estadio Nemesio Camacho "El Campín" Bogota, Colombie   |                                                        |
| 22 mars 1968 | Santa (en) 15e · Mosquera (en) 85e | (1 - 0) | Gonzales 80e | Spectateurs : 63 500 Arbitrage : Iván de Jésus Barrios | Spectateurs : 63 500 Arbitrage : Iván de Jésus Barrios |
| 22 mars 1968 | Rapport |         | | Spectateurs : 63 500 Arbitrage : Iván de Jésus Barrios | Spectateurs : 63 500 Arbitrage : Iván de Jésus Barrios |
| 22 mars 1968 | Quintana (en) - Alonso (en), Soto (en), Urrea, Viáfara (en) - Pardo (en), Retat (es) - Velásquez ( Mosquera (en)), Salcedo, Jaramillo (en), Santa (en) | Équipes | Robles - Limo ( 42e Silva), Ayo, Cornejo, Heredia - Mitten, Escate - Fernández, Alva (en) ( 68e Cruces), Rivero, Gonzales | Spectateurs : 63 500 Arbitrage : Iván de Jésus Barrios | Spectateurs : 63 500 Arbitrage : Iván de Jésus Barrios |

| 22 mars 1968 | Uruguay                    | 2 - 0 | Équateur | Estadio Olímpico Pascual Guerrero Cali, Colombie       |                                                        |
| | Lancieri 42e · Prestes 80e | (1 - 0) |          | Spectateurs : 1 725 Arbitrage : Isidro Ramírez Alvarez | Spectateurs : 1 725 Arbitrage : Isidro Ramírez Alvarez |
| Dalmás - Ruiz, Sesser ( Gómez), Echevarría, Lancieri - Martirena, Santos ( Losada) - Prestes, Brandon (de), Amoroso, Eugui (en) | Équipes                    | Campos - Saeteros, Muñoz (es) ( Peñaherrera), M. Pérez, Echenique - Chalá ( Benavides), Dominguez - Cajape, Constante, Sotomayor, J. Pérez |          | Spectateurs : 1 725 Arbitrage : Isidro Ramírez Alvarez | Spectateurs : 1 725 Arbitrage : Isidro Ramírez Alvarez |

| 3ème journée | Colombie | 1 - 1   | Uruguay | Estadio Nemesio Camacho "El Campín" Bogota, Colombie |                                                 |
| 27 mars 1968 | Retat (es) 82e | (0 - 1) | Eugui (en) 17e | Spectateurs : 65 000 Arbitrage : Antonio Vicuña      | Spectateurs : 65 000 Arbitrage : Antonio Vicuña |
| 27 mars 1968 | Rapport |         | | Spectateurs : 65 000 Arbitrage : Antonio Vicuña      | Spectateurs : 65 000 Arbitrage : Antonio Vicuña |
| 27 mars 1968 | Álvarez ( Oviedo ) - Alonso (en), Soto (en), Urrea, Viáfara (en) - Retat (es), Berdugo (en) - Santa (en), Salcedo ( Pacheco), Jaramillo (en), Mosquera (en) | Équipes | Dalmás - Ruiz, Gómez, Echevarría, Lancieri - Martirena, Santos, Amoroso - Prestes ( 2mte Martínez), Brandon (de), Eugui (en) ( Mantegazza) | Spectateurs : 65 000 Arbitrage : Antonio Vicuña      | Spectateurs : 65 000 Arbitrage : Antonio Vicuña |

| 27 mars 1968                                                                                   | Pérou        | 1 - 1 | Équateur     | Estadio Olímpico Pascual Guerrero Cali, Colombie        |                                                         |
|                                                                                                | Gonzales 38e | (1 - 1) | J. Pérez 42e | Spectateurs : 1 500 Arbitrage : Ayrton Vieira de Moraes | Spectateurs : 1 500 Arbitrage : Ayrton Vieira de Moraes |
| Robles - Heredia, Cornejo, Ayo, Limo - Escate, Mitten - Alva (en), Gonzales, Rivero, Fernández | Équipes      | Veloz - Saeteros, Muñoz (es), M. Pérez, Echenique - Aguirre, Cajape - J. Pérez, Peñaherrera, Domínguez, Constante |              | Spectateurs : 1 500 Arbitrage : Ayrton Vieira de Moraes | Spectateurs : 1 500 Arbitrage : Ayrton Vieira de Moraes |

### Tournoi final
Le tournoi a été disputé à Bogota en Colombie du 31 mars au 9 avril 1968.
| Rang | Équipe   | Pts | J | G | N | P | Bp | Bc | Diff |  | Résultats (▼ dom., ► ext.) |  |     |     |     |
| ---- | -------- | --- | - | - | - | - | -- | -- | ---- |  | -------------------------- |  | --- | --- | --- |
| 1    | Brésil   | 4   | 3 | 2 | 0 | 1 | 6  | 2  | +4   |  | Brésil                     |  | 3-0 | 1-2 | 2-0 |
| 2    | Colombie | 4   | 3 | 2 | 0 | 1 | 6  | 5  | +1   |  | Colombie                   |  |     | 2-0 | 4-2 |
| 3    | Uruguay  | 3   | 3 | 1 | 1 | 1 | 5  | 6  | -1   |  | Uruguay                    |  |     |     | 3-3 |
| 4    | Paraguay | 1   | 3 | 0 | 1 | 2 | 5  | 9  | -4   |  | Paraguay                   |  |     |     |     |

#### Détail des rencontres
| 6ème journée | Uruguay | 2 - 1   | Brésil | Estadio Nemesio Camacho "El Campín" Bogota, Colombie |                                                   |
| 31 mars 1968 | Dutra 3e (csc) · Brandon (de) 60e | (1 - 1) | China (en) 8e | Spectateurs : 28 444 Arbitrage : Duval Goicoechea    | Spectateurs : 28 444 Arbitrage : Duval Goicoechea |
| 31 mars 1968 | Dalmás - Ruiz, Gómez, Echevarría, Lancieri - Martirena, Santos, Amoroso - Prestes ( 27e Mantegazza), Brandon (de), Losada ( 70e Martínez) | Équipes | Raul (en) - Miguel (en), Almeida (en), Dutra, Jorge (en) - Moreno (en) ( 70e Luiz Henrique (en)), Tião (en), Plínio (en) - China (en), Dionísio ( 77e Lauro), Toninho (en) | Spectateurs : 28 444 Arbitrage : Duval Goicoechea    | Spectateurs : 28 444 Arbitrage : Duval Goicoechea |

| 2 avril 1968 | Colombie                                       | 4 - 2 | Paraguay               | Estadio Nemesio Camacho "El Campín" Bogota, Colombie |                                               |
| | Santa (en) 36e · Pardo (en) 85e · Mesa 79e 88e | (1 - 0) | Escobar 52e · Sosa 73e | Spectateurs : 51 125 Arbitrage : Erwin Hieger        | Spectateurs : 51 125 Arbitrage : Erwin Hieger |
| | Rapport                                        | |                        | Spectateurs : 51 125 Arbitrage : Erwin Hieger        | Spectateurs : 51 125 Arbitrage : Erwin Hieger |
| Quintana (en) - Alonso (en), Soto (en) ( 67e Urrea), López, Viáfara (en) - Retat (es), Berdugo (en) ( 75e Jaramillo (en)), Pardo (en) - Santa (en), Mesa, Mosquera (en) | Équipes                                        | Jiménez (en) - Molina, Méndez, Toñánez (en), Sandoval - Martínez, Azcurra ( 85e González), Escobar - Sosa, Solano ( 79e López), Veloso |                        | Spectateurs : 51 125 Arbitrage : Erwin Hieger        | Spectateurs : 51 125 Arbitrage : Erwin Hieger |

| 7ème journée                    | Colombie | 2 - 0   | Uruguay | Estadio Nemesio Camacho "El Campín" Bogota, Colombie |                                               |
| 5 avril 1968 19:00 heure locale | Jaramillo (en) 47e 85e | (0 - 0) | | Spectateurs : 51 550 Arbitrage : Erwin Hieger        | Spectateurs : 51 550 Arbitrage : Erwin Hieger |
| 5 avril 1968 19:00 heure locale | Rapport |         | | Spectateurs : 51 550 Arbitrage : Erwin Hieger        | Spectateurs : 51 550 Arbitrage : Erwin Hieger |
| 5 avril 1968 19:00 heure locale | Quintana (en) - Alonso (en), Soto (en), López, Viáfara (en) - Retat (es), Pardo (en) - Santa (en), Mesa, Jaramillo (en), Mosquera (en) | Équipes | Dalmás - Ruíz, Gómez, Echevarría, Martirena - Lancieri, Amoroso, Mantegazza ( 65e Retamar) - Prestes, Brandon (de), Losada ( 28e Santos) | Spectateurs : 51 550 Arbitrage : Erwin Hieger        | Spectateurs : 51 550 Arbitrage : Erwin Hieger |

| 5 avril 1968       | Brésil | 2 - 0          | Paraguay | Estadio Nemesio Camacho "El Campín" Bogota, Colombie |                              |
| 21:00 heure locale | | (0 - 0, 0 - 0) | | Arbitrage : Duval Goicoechea                         | Arbitrage : Duval Goicoechea |
| 21:00 heure locale | Getúlio (en) - Miguel (en), Almeida (en), Dutra, Moreno (en) - Jorge (en), Tião (en) - Plínio (en) ( Ferretti (en)), China (en), Lauro, Toninho (en) ( Manoel Maria (en)) | Équipes        | Carmona - Molina, Toñánez (en), Sandoval ( Mendoza), Méndez - Martínez, Sosa, Escobar - Solano, Azcurra, Veloso ( López) | Arbitrage : Duval Goicoechea                         | Arbitrage : Duval Goicoechea |

| 8ème journée | Paraguay | 3 - 3   | Uruguay | Estadio Nemesio Camacho "El Campín" Bogota, Colombie |                                               |
| 7 avril 1968 | Azcurra 19e · Escobar 40e 42e                                                                                             | (3 - 0) | Brandon (de) 53e · Santos 72e 83e | Spectateurs : 15 307 Arbitrage : Erwin Hieger        | Spectateurs : 15 307 Arbitrage : Erwin Hieger |
| 7 avril 1968 | Carmona - Molina, Toñánez (en), Méndez, Mendoza - Martínez, Escobar ( 2mte López), Azcurra - Sosa 44e, Solano, Veloso 44e | Équipes | Dalmás - Ruiz, Gómez, Echevarría 50e, Martirena - Lancieri, Amoroso 58e - Prestes, Brandon (de), Retamar ( Martínez), Eugui (en) ( Santos) | Spectateurs : 15 307 Arbitrage : Erwin Hieger        | Spectateurs : 15 307 Arbitrage : Erwin Hieger |

| 9 avril 1968 | Colombie | 0 - 3 | Brésil                         | Estadio Nemesio Camacho "El Campín" Bogota, Colombie |                                                   |
| |          | (0 - 2) | Lauro 22e 75e · China (en) 33e | Spectateurs : 51 575 Arbitrage : Duval Goicoechea    | Spectateurs : 51 575 Arbitrage : Duval Goicoechea |
| | Rapport  | |                                | Spectateurs : 51 575 Arbitrage : Duval Goicoechea    | Spectateurs : 51 575 Arbitrage : Duval Goicoechea |
| Quintana (en) - Alonso (en), Soto (en) ( 46e Urrea), López, Viáfara (en) - Retat (es), Pardo (en), Jaramillo (en) - Santa (en), Mesa, Mosquera (en) ( 61e Pacheco) | Équipes  | Getúlio (en) - Miguel (en), Almeida (en) , Dutra, Jorge (en) - Tião (en), Moreno (en), China (en) - Manoel Maria (en), Ferretti (en), Lauro |                                | Spectateurs : 51 575 Arbitrage : Duval Goicoechea    | Spectateurs : 51 575 Arbitrage : Duval Goicoechea |